# Ганнівка (Корюківський район)
Га́ннівка — село в Україні, у Сосницькій селищній громаді Корюківського району Чернігівської області. Населення становить 58 осіб. До 2020 орган місцевого самоврядування — Сосницька селищна рада.

## Історія
За даними краєзнавця Володимира Гузія, село назване за іменем доньки сосницького дворянина Шатило (Шафонського) Ганни (у Опанаса Шафонського, якщо мова йде про нього, не було доньки, а була дружина Ганна).  1810 р. — 22 ревізькі душі. Знаходиться при дорозі з Сосниці на Мену. У 1858 р. 11 дворів над Ільмовим великим болотом (5 верст на 1 версту), з якого витікала річечка Прудець. Ще в 19 ст. тут був плав із безліччю птаства. Веселим Млинком назвали це місце, бо тут при дорозі з Сосниці на Мену збиралися люди з Сосниці на відпочинок — і було весело. За переписом 1897р. — 21 двір, 189 жителів. У 1924 р. — 36 дворів і 104 жителі, х. Красна горка — 7 дворів і 40 жителів. 2014 р. — 36 жителів.
У 2020 році у селі 25 "живих" осель.
Урочища: Долина Братова (браталися — веселилися менські і сосницькі князі), Лиса гора, Берествиця;
12 червня 2020 року, відповідно до розпорядження Кабінету Міністрів України № 730-р «Про визначення адміністративних центрів та затвердження територій територіальних громад Чернігівської області», увійшло до складу Сосницької селищної громади.
19 липня 2020 року, в результаті адміністративно-територіальної реформи та ліквідації Сосницького району, увійшло до складу Корюківського району Чернігівської області.

## Населення

### Мова
Розподіл населення за рідною мовою за даними перепису 2001 року:
| Мова       | Кількість | Відсоток |
| ---------- | --------- | -------- |
| українська | 58        | 100%     |

## Уродженці
Панас Верещака (1903-1972 Мельбурн) — інженер, український громадський діяч в Австралії.